# 국제거래법
국제거래법은 국제적으로 승인된 상관습이 법의 형태로 된 것을 말한다.계약이 국경을 넘어 이루어지는 경우에는 어느 국가의 계약법이 적용될 것인가 하는 문제가 발생한다. 이러한 문제는 국제사법에 의해서 준거법을 결정함으로써 해결될 수 있지만, 한 나라의 계약법을 다른 나라 사람이 제대로 알 수 없는 경우도 있다. 예를 들면 영미법국가와 대륙법국가 사이에 거래가 이루어지는 경우가 그러하다. 이와 같이 통일된 계약법이 존재하지 않는다는 것 자체가 거래에 커다란 걸림돌이 된다. 통일된 계약법이 존재하지 않는다면 계약관계의 내용과 발생한 분쟁의 법적 결과 등을 예측할 수 없기 때문이다. 불확실성은 거래 그 자체를 방해하게 된다. 따라서 국제적인 거래에 있어서 통일된 계약법의 필요성은 항상 제기되어 왔다. 대표적인 노력의 산물이 국제 물품 매매 계약에 관한 국제 연합 협약이다. 이 협약은 물건의 매매계약에 한정된다.

## 분쟁 해결
통상의 국제거래에서는 거래 당사자간의 문화ㆍ관습ㆍ언어ㆍ법률 등의 차이로 분쟁발생가능성이 높으며, 분쟁해결절차도 복잡하고 분쟁해결에 많은 시간과 비용이 소요된다. 당사자들은 분쟁해결을 용이하게 하기 위해 소송 외에 중재, 조정, 알선 등 대체적 분쟁 해결 절차로 정하기도 하지만, 계약서상 대체적 분쟁 해결 절차를 정하거나, 기타 합의한 경우를 제외하고는 소송에 의해 분쟁을 해결해야 한다.

## 대한민국의 사법시험 과목
1996년 사법시험령 개정시 국제화 시대에 따라 사법시험 1차과목인 기존의 국제사법 과목에 국제계약법을 추가하여 국제거래법으로 변경하였다. 1997년 시행된 제39회 사법시험부터 국제거래법과목이 추가되고 국제사법을 국제거래법에 포함되었다. 국제거래법의 범위가 매우 광범하고 모호하여 수험생들이 응시를 기피하여 2006년에는 전체 응시인원의 0.16%인 29명만이 응시하였다. 이로 인해 법무부는 2006년 이후부터는 국제계약법의 출제범위를 "국제 물품 매매 계약에 관한 국제 연합 협약"에 한정하였다.

## 대한민국의 변호사시험 과목[3]
공법(헌법 및 행정법 분야의 과목을 말한다)
민사법(「민법」, 「상법」 및 「민사소송법」 분야의 과목을 말한다)
형사법(「형법」 및 「형사소송법」 분야의 과목을 말한다)
전문적 법률분야에 관한 과목(국제법, 국제거래법, 노동법, 조세법, 지적재산권법, 경제법, 환경법) 중 응시자가 선택하는 1개 과목

출제범위를 정하여 실시하는 시험과목과 그 출제범위
| 국제법       | 국제경제법을 포함한다. |
| 국제거래법   | 「국제사법」과 「국제물품매매계약에 관한 유엔협약」으로 한다. |
| 노동법       | 사회보장법 중「산업재해보상보험법」을 포함한다. |
| 조세법       | 「국세기본법」, 「소득세법」, 「법인세법」 및 「부가가치세법」으로 한다. |
| 지적재산권법 | 「특허법」, 「실용신안법」, 「디자인보호법」, 「상표법」 및 「저작권법」으로 한다. |
| 경제법       | 「소비자기본법」, 「전자상거래 등에서의 소비자 보호에 관한 법률」, 「독점규제 및 공정거래에 관한 법률」,「약관의 규제에 관한 법률」, 「할부거래에 관한 법률」 및 「방문판매 등에 관한 법률」로 한다.             |
| 환경법       | 「환경정책기본법」, 「환경영향평가법」, 「대기환경보전법」, 「수질 및 수생태계 보전에 관한 법률」, 「폐기물관리법」, 「토양환경보전법」, 「자연환경보전법」, 「소음ㆍ진동관리법」 및 「환경분쟁조정법」으로 한다 |

## 참고 문헌
- 정영철, 국제거래법:에너지, 박영사 2012. ISBN 9788964548585
- 심종석, 국제상사계약의 이론과 실제, 대구대학교출판부, 2009. ISBN 9788977944954